# Жилые Горы
Жилые Горы — деревня в городском округе Шаховская Московской области России.

## Название
Прежнее название — Горы.

## География
Расположена в центральной части округа, примерно в 3 км к западу от районного центра — посёлка городского типа Шаховская, на Волочановском шоссе. Соседние населённые пункты — деревни Паново, Софьино и пгт Шаховская.

## Исторические сведения
В 1769 году Горы — деревня Хованского стана Волоколамского уезда Московской губернии с 43 душами, общее владение генерал-майора Александра Ивановича Неплюева с женой, а также Соковниных. К нему относилось 150 десятин пашни, 386 десятин 1237 саженей леса, 21 десятина 1500 саженей сенного покоса и 1 десятина 100 саженей болот.
В середине XIX века деревня относилась к 1-му стану Волоколамского уезда и принадлежала графине Софье Прокофьевне Бобринской. В деревне было 15 дворов, крестьян 69 душ мужского пола и 71 душа женского.
В «Списке населённых мест» 1862 года Жилыя Горы — владельческая деревня 1-го стана Волоколамского уезда Московской губернии по левую сторону Московского тракта, шедшего от границы Зубцовского уезда на город Волоколамск, в 29 верстах от уездного города, при колодце, с 25 дворами и 152 жителями (70 мужчин, 82 женщины).
По данным на 1890 год в деревне располагалась квартира полицейского урядника, число душ мужского пола составляло 77 человек.

До 1924 года входила в состав Муриковской волости. Постановлением президиума Моссовета от 24 марта 1924 года Муриковская волость была включена в состав Судисловской волости.
По материалам Всесоюзной переписи населения 1926 года — деревня Пановского сельсовета, проживало 185 человек (81 мужчина, 104 женщины), насчитывалось 31 крестьянское хозяйство.
С 1929 года — населённый пункт в составе Шаховского района Московской области.
1994—2006 гг. — деревня Волочановского сельского округа Шаховского района.
2006—2015 гг. — деревня городского поселения Шаховская Шаховского района.
2015 г. — н. в. — деревня городского округа Шаховская Московской области.

## Население
| 1859 | 1926 | 2002 | 2006 | 2010 |
| ---- | ---- | ---- | ---- | ---- |
| 152  | ↗185 | ↘29  | ↘23  | ↗29  |

## Инфраструктура
Личное подсобное хозяйство с зоной сельскохозяйственного использования, индивидуальная застройка усадебного типа.
В 1913 году — 24 двора.

## Транспорт
Автобусное сообщение с райцентром. Остановка общественного транспорта «Жилые Горы». Имеется автобусное сообщение с райцентром маршрутом № 34.